# Мозирське князівство

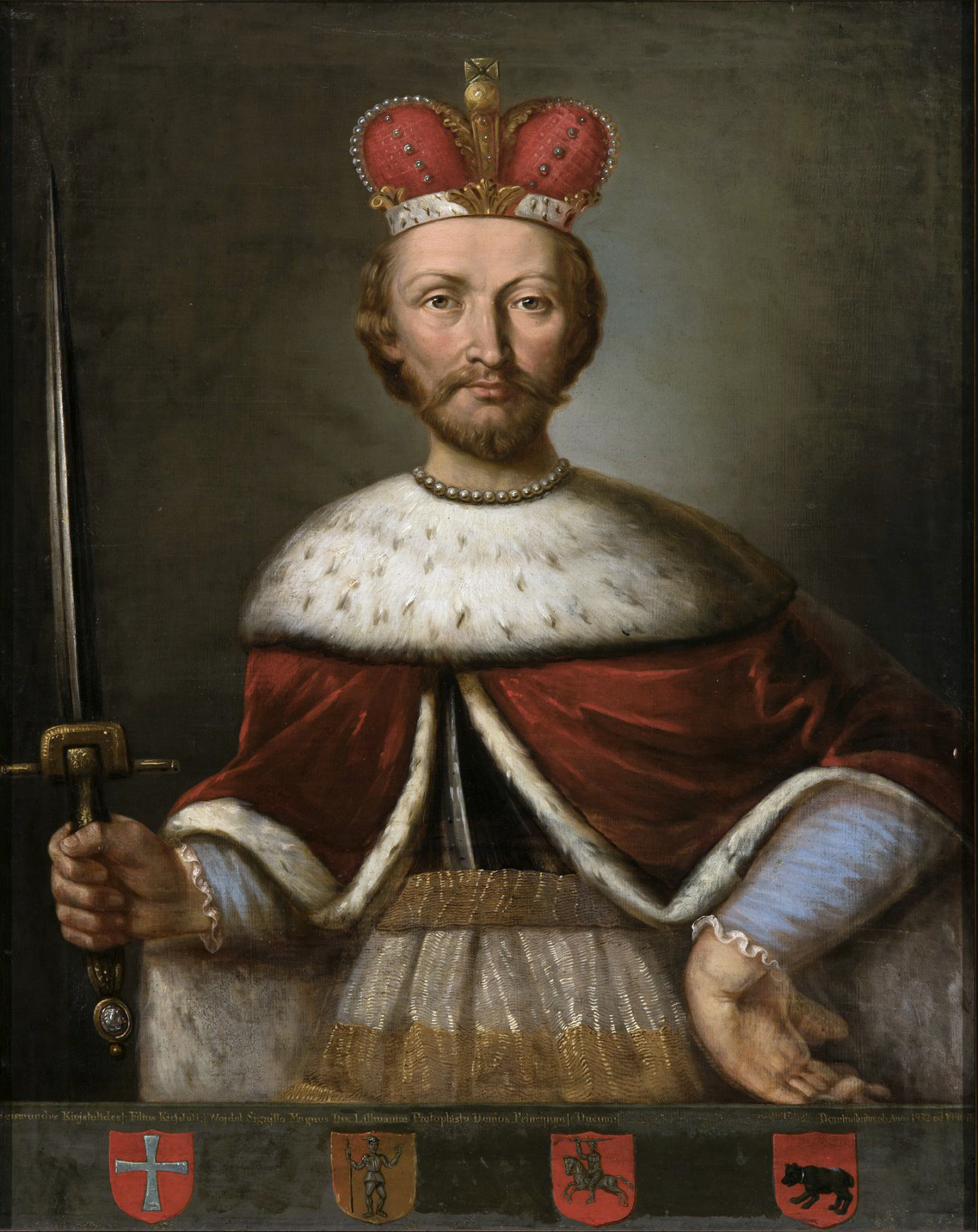
Зигмунт Кейстутович.

Печатка Зигмунта 1398 року.

Мозирське князівство — удільне князівство кінця XIV — початку XV ст. у складі Великого князівства Литовського. Столиця князівства — місто Мозир.

## Історія
З письмових джерел місто Мозир відоме з 1155 року. Входило до складу Київського, Чернігівського і Турівського князівств. З середини XIV століття у складі Великого князівства Литовського. 
У 1385—1401 рр. Мозир є центром удільного князівства, під керівництвом Зигмунта Кейстутовича, сина великого князя литовського Кейстута Гедиміновича, і в майбутньому також великого князя литовського. 
В наші часи територія Мозирського князівства знаходиться у складі Республіки Білорусь. В етнографічному плані територія князівства відноситься до україно-білоруської етнічної межі, так званої Пінщини.

## Князь
- Зигмунт Кейстутович (1385—1401)